# Koniewo (rejon charowski)
Koniewo (ros. Конево) – wieś w Rosji, w rejonie charowskim obwodu wołogodzkiego. W 2010 r. liczyła 3 mieszkańców.